# Centropus violaceus
El cucal violáceo o cucal violeta (Centropus violaceus) es una especie de ave cuculiforme de la familia Cuculidae endémica de Papúa Nueva Guinea.

## Descripción
El cucal violáceo mide entre 64 y 70 cm, incluida su larga cola. El plumaje de todo su cuerpo es negro con brillos violetas. Presenta una zona de piel desnuda alrededor de los ojos cuyo color puede variar del blanco al rojizo claro. El iris de sus ojos es rojo. Su pico es robusto, ligeramente curvado hacia abajo y de color negruzco, de color similar a sus patas.

## Distribución y hábitat
Se encuentra únicamente en las selvas tropicales de las islas Bismarck, situadas en el este de Papúa Nueva Guinea. Está catalogado por la UICN como especie casi amenazada debido al reducido tamaño de su población.